# Уотрос, Синтия
Синтия Мишель Уотрос (англ. Cynthia Michele Watros; род. 2 сентября 1968, Lake Orion, Мичиган) — американская телевизионная актриса, наиболее известная по ролям в дневной мыльной опере «Направляющий свет» (1994—1998), в ситкомах «Титус» (2000—2002) и «Шоу Дрю Кэри» (2002—2004), а также в драматическом сериале «Остаться в живых» (2005—2010). В 2013—2014 годах Уотрос снималась в дневной мыльной опере «Молодые и дерзкие».

## Карьера
Уотрос окончила University’s School of Fine Arts в Бостоне, где она участвовала в таких постановках как «Death and the Maiden», «The Heidi Chronicles» и «Les Liasons Dangereuses». После окончания школы, она выиграла Career Entry Award и переехала в Нью-Йорк, где вскоре получила главную роль в небродвеевской постановке «Four Dogs and a Bone», Джона Патрика Шанлэя.
Получив Дневную премию «Эмми» за лучшую женскую роль в драматическом сериале за роль Энни Даттон в мыльной опере «Направляющий свет», она так же вошла в список 50 самых красивых людей, получавших эту награду. Завоевав симпатию зрителей и критиков, сыграв добродушную медсестру, она перешла на роли смелых отчаянных женщин, готовых на все ради мести. Она начала свою карьеру в прайм-тайм телевидении со съемок в сериале «Титус», в котором она сыграла Эрин, милую соседскую девушку, чей характер сильно изменился к концу сериала. Так же она появилась в сериале «Шоу Дрю Кэри», в котором она сыграла Келли Ньюмарк, безработную красавицу, давно влюбленную в главного героя Дрю в 2002—2004 годах.
Её самыми известными фильмами можно считать «Желтая птица», «P.S. Ваш кот мертв!», а также комедию «Его и её», участвовавшею в 1997 году на фестивале в Санденсе. Уотрос также известна благодаря роли Либби Смит в телесериале «Остаться в живых». Она играла в течение всего второго сезона, пока её персонажа не убил Майкл Доусон (Гарольд Перрино). В четвёртом сезоне она вновь возвращается в роли Либби, но уже как приглашённая звезда.
С тех пор как «Остаться в живых» завершился, карьера Уотрос складывалась лишь на уровне эпизодических ролей в сериалах «Доктор Хаус», «Отчаянные домохозяйки» и «Анатомия страсти». Осенью 2013 года Уотрос вернулась к работе в дневные мыльные оперы, подписавшись играть второстепенную роль Келли Эндрюс в «Молодые и дерзкие». После пяти месяцев в шоу Уотрос покинула его, а её роль отошла Кэди Макклейн.

## Личная жизнь
Синтия Мишель Уотрос родилась 2 сентября 1968 года в Лейк-Орионе, Мичиган. С 1996 года Синтия замужем за ресторатором Кёртисом Гиллилендом. У супругов есть дочери-близнецы — Эмма Роуз Мари Гиллиленд и Сэйди Анна Мари Гиллиленд (род.14.07.2001. Семейство проживает в Лос-Анджелесе.

### Проблемы с законом
Уотрос и её коллега по сериалу «Остаться в живых» Мишель Родригес, которая ехала на другой машине, были остановлены и арестованы утром 1 декабря 2005 года на Гавайях, обе провалили анализы на алкоголь. Им пришлось заплатить залог $500. Обстоятельство того, что оба их персонажа были убиты в сериале, воспринялся многими фанатами как результат их ареста, однако Уотрос, Родригес и продюсеры заявили, что их уход из шоу был запланирован ещё в начале сезона, а аресты — это только совпадение.

## Избранная фильмография
| Год       |     | Русское название                      | Оригинальное название                    | Роль                                            |
| --------- | --- | ------------------------------------- | ---------------------------------------- | ----------------------------------------------- |
| 1994—1998 | с   | Направляющий свет                     | Guiding Light                            | Энни Даттон Бэнкс                               |
| 1994      | с   | Полицейские под прикрытием            | New York Undercover                      | репортёр                                        |
| 1995      | ф   | Клубное общество                      | Cafe Society                             | Диана Харрис                                    |
| 1997      | ф   | Его и её                              | His and Hers                             | Пэм                                             |
| 1997      | с   | Спин-Сити                             | Spin City                                | Гейли                                           |
| 1998      | с   | Другой мир                            | Another World                            | Виктория 'Вики' Хадсон Фрейм Харрисон Маккиннон |
| 1998      | с   | Профайлер                             | Profiler                                 | Хеллен Джефферис                                |
| 1999      | ф   | Мгновение ока                         | Blink of an Eye                          | в титрах не указана                             |
| 2000      | ф   | Улицы милосердия                      | Mercy Streets                            | Сэм                                             |
| 2000—2002 | с   | Титус                                 | Titus                                    | Эрин Фицпатрик                                  |
| 2001      | кор | Желтая птица                          | The Yellow Bird                          | Алма Татвилер                                   |
| 2002      | ф   | P.S. Ваш кот мертв!                   | P.S. Your Cat Is Dead!                   | Кейт                                            |
| 2002—2004 | с   | Шоу Дрю Кэри                          | The Drew Carey Show                      | Келли Ньюмарк                                   |
| 2002      | с   | Тайны Ниро Вульфа                     | A Nero Wolfe Mystery                     | Фиби Гантер                                     |
| 2004      | тф  | Святой Луи                            | Saint Louie                              |                                                 |
| 2005      | тф  | Вашингтон-стрит                       | Washington Street                        | Мэгги                                           |
| 2005      | кор |                                       | Just Pray                                | Перри Энн Льюис                                 |
| 2005—2010 | с   | Остаться в живых                      | Lost                                     | Элизабет «Либби» Смит                           |
| 2007      | тф  |                                       | The Rich Inner Life of Penelope Cloud    | Ева                                             |
| 2007      | ф   | Фрэнк                                 | Frank                                    | Дженнифер Йорк                                  |
| 2007      | с   | Детектив Рейнс                        | Raines                                   | Сара Карвер                                     |
| 2007      | тф  | Ангел-мститель                        | Avenging Angel                           | Мэгги                                           |
| 2007      | с   | Закон и порядок: Преступное намерение | Law & Order: Criminal Intent             | Бет Хойл                                        |
| 2008      | ф   |                                       | Duane Incarnate                          | Конни                                           |
| 2008      | ф   | Вечеринка                             | American Crude                           | Джейн                                           |
| 2008      | с   | Страх как он есть                     | Fear Itself                              | Мередит Кейн                                    |
| 2008      | с   | Билли Ингвал                          | The Bill Engvall Show                    | A.J.                                            |
| 2009      | с   | Гриффины                              | Family Guy                               | Система безопасности                            |
| 2009      | с   | В простом виде                        | In Plain Sight                           | Морин Стюарт/Морин Салливан                     |
| 2009      | с   | Сплетница                             | Gossip Girl                              | Селия «СиСи» Роудс в молодости                  |
| 2009      | с   | C.S.I.: Место преступления            | CSI: Crime Scene Investigation           | Барби Обри                                      |
| 2009      | с   | Ищейка                                | The Closer                               | Робин Милано                                    |
| 2009      | с   | Мыслить как преступник                | Criminal Minds                           | Хизер Вандервал                                 |
| 2009      | ф   | Калвин Маршалл                        | Calvin Marshall                          | Карен                                           |
| 2009      | с   | Мужчины среднего возраста             | Men of a Certain Age                     | Эрика                                           |
| 2010      | с   | Тайная жизнь американского подростка  | The Secret Life of the American Teenager | Никки                                           |
| 2010      | ф   | Марс                                  | Mars                                     | Эллисон Гатри                                   |
| 2010      | с   | Доктор Хаус                           | House                                    | Сэм Карр                                        |
| 2010      | с   | Отчаянные домохозяйки                 | Desperate Housewives                     | Трейси Миллер                                   |
| 2012      | тф  | Улыбка размером с Луну                | A Smile as Big as the Moon               | Доктор Дебора Барнхарт                          |
| 2012      | ф   | Уже не дети                           | Electrick Children                       | Гей Линн                                        |
| 2012      | с   | Анатомия страсти                      | Grey’s Anatomy                           | миссис Коннор                                   |
| 2013—2014 | с   | Молодые и дерзкие                     | Young and the Restless                   | Келли Эндрюс                                    |
| 2013—2014 | с   | Высшая школа видеоигр                 | Video Game High School                   | Мэри Матрикс                                    |
| 2014—2015 | с   | В поисках Картер                      | Finding Carter                           | Элизабет Уилсон                                 |